# Sven Felski
Sven Günther „Felle“ Felski (* 18. November 1974 in Ost-Berlin) ist ein ehemaliger deutscher Eishockeyspieler sowie derzeitiger -trainer und -funktionär, der von 1992 bis 2012 bei den Eisbären Berlin in der Deutschen Eishockey Liga (DEL) auf der Position des Stürmers gespielt hat. Felski ist Mitglied in der Eishockey-Hall of Fame Deutschland.

## Karriere

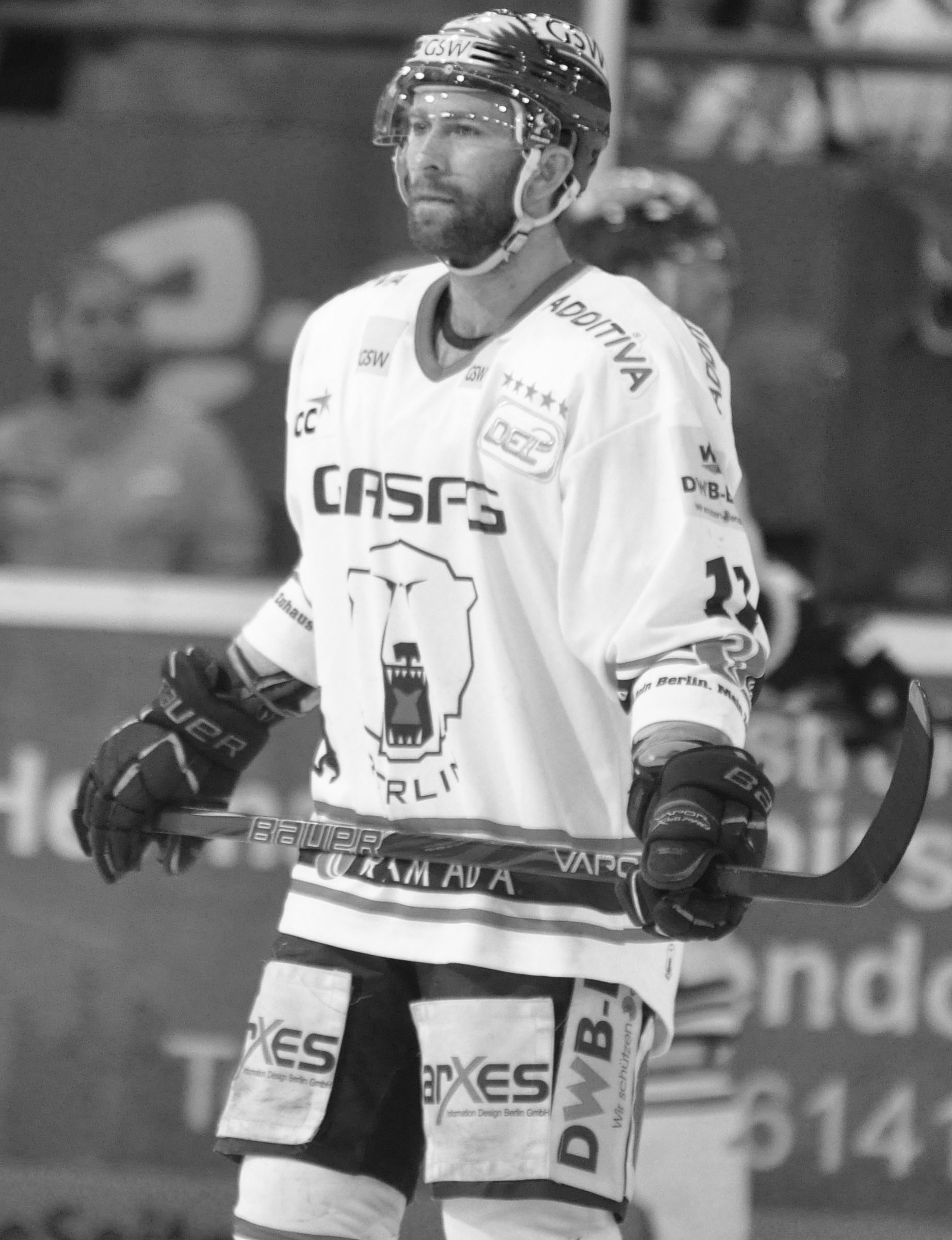
Felski im Trikot der Eisbären Berlin (2012)

Sven Felski wurde in Ost-Berlin geboren. Im Laufe seiner Karriere als Spieler war er nur in Berlin aktiv und kam aus dem Nachwuchs des SC Dynamo Berlin. Dort begann er mit Eiskunstlauf und wechselte dann im Alter von elf Jahren zum Eishockey. Ab der Saison 1992/93 gehörte er dem Profikader der Eisbären Berlin, dem Nachfolgeverein des SC Dynamo, an. Er begann dort mit der Rückennummer 10, da die 11 vergeben war. Eine Saison später übernahm er dann die Nummer 11, mit der er bis zu seinem Karriereende aktiv war.
In der Saison 1992/93 spielte er erstmals für die Profimannschaft seines Heimatvereins in der Eishockey-Bundesliga. Bei den Berlinern, die sich Sommer 1991 in EHC Eisbären Berlin unbenannt hatten, blieb er aktiv, bis die Mannschaft 1999 in die „EHC Eisbären Berlin Management GmbH“ ausgelagert wurde. Auch nach der Auslagerung in die GmbH und der Übernahme dieser durch die Anschutz-Gruppe blieb der Angreifer im Mannschaftskader und zählte dort bis zu seinem Karriereende aufgrund seines Einsatzes und seiner Spieler-Qualitäten zu den Leistungsträgern.
Felski bestritt 1000 Spiele (5. Spiel DEL-Finale 2012) in der DEL und der 1. Eishockey-Bundesliga und wurde mit den Eisbären sechsmal Deutscher Meister (2005, 2006, 2008, 2009, 2011 und 2012). Zudem nahm er 2003, 2005, 2006, 2007, 2008 und 2009 jeweils am DEL All-Star Game teil. Auf europäischer Ebene gewann er 2010 mit den Eisbären die erste Ausgabe der European Trophy.

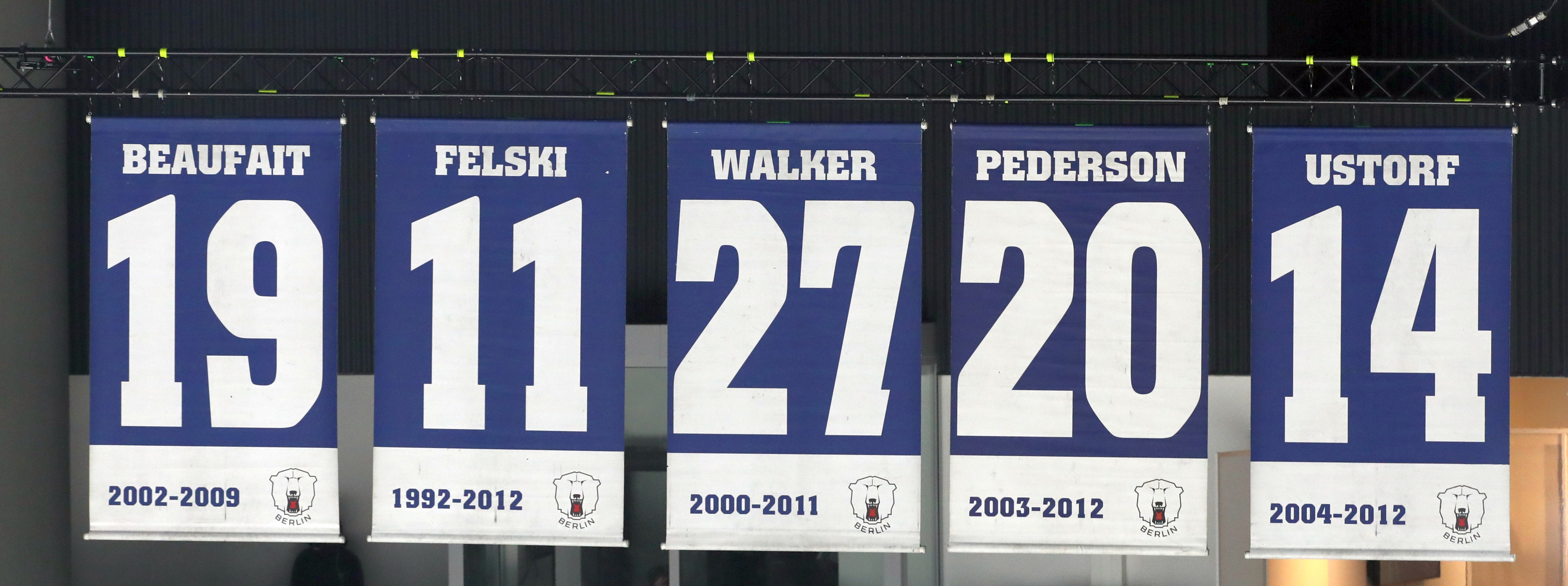
Felskis Trikot unter dem Hallendach der Berliner Mercedes-Benz Arena

Am 29. Oktober 2012 erklärte Sven Felski seinen Rücktritt vom Profisport. Diese Entscheidung fiel auf Anraten seiner Ärzte, da sein linkes Knie nach 20 Jahren Profikarriere sehr mitgenommen war. Seine Rückennummer wird nach seinem Abschied nicht mehr vergeben. Am 10. August 2013 fand im Wellblechpalast sein Abschiedsspiel zwischen den Eisbären-Allstars und einer Auswahl der deutschen Nationalmannschaft statt. Felski spielte je 30 Minuten in beiden Mannschaften.

### International
Für die DDR nahm Felski ausschließlich an der U18-Junioren-C-Europameisterschaft 1990 teil. Für Deutschland nahm er im Juniorenbereich an den U18-Junioren-Europameisterschaften 1991 und 1992 sowie den Junioren-Weltmeisterschaften 1993 und 1994 teil. Des Weiteren spielte er für Deutschland bei den B-Weltmeisterschaften 1999 und 2006 sowie bei den A-Weltmeisterschaften 1998, 2001, 2003, 2005, 2007, 2008, 2009 und 2010. Außerdem stand er im Aufgebot seines Landes bei den Olympischen Winterspielen 2006 in Turin und 2010 in Vancouver sowie bei der Qualifikation zu den Olympischen Winterspielen 2002 in Salt Lake City.

## Sonstiges
Felski ist der Spieler mit den zweitmeisten Spielen (924), Toren (225), Assists (352), Scorerpunkten (577) und meisten Strafminuten (1.812) in der Geschichte der Eisbären Berlin seit deren Bestehen in der DEL. Mit 1.812 Strafminuten ist er auch ligaweit Rekordhalter in dieser Kategorie. (Alle Angaben: Stand 30. April 2025)
Felski lebt seit mehreren Jahren mit seiner Ehefrau zusammen, sie haben eine gemeinsame Tochter. 2011 veröffentlichte er das Buch Tore, Spiele, Meistertitel. Ab Oktober 2013 moderierte Sven Felski eine wöchentliche Sportsendung beim Radiosender Berliner Rundfunk 91.4.

## Trainer- und Funktionärslaufbahn
Im August 2015 wurde Felski zum Bundestrainer der deutschen U17-Nationalmannschaft ernannt. Seit Mai 2016 ist er Geschäftsführer Sport des Eisbären Juniors Berlin e. V.
Seit September 2017 ist Felski, neben Andreas Renz, Rick Goldmann und Patrick Ehelechner, Experte bei der Sendung „Eiszeit“ der Live-Übertragungen der DEL auf Sport1.

## Erfolge und Auszeichnungen
| - 2003 Teilnahme am DEL All-Star Game - 2005 Teilnahme am DEL All-Star Game - 2005 Deutscher Meister mit den Eisbären Berlin - 2006 Teilnahme am DEL All-Star Game - 2006 Deutscher Meister mit den Eisbären Berlin - 2007 Teilnahme am DEL All-Star Game - 2008 Teilnahme am DEL All-Star Game | - 2008 Deutscher Meister mit den Eisbären Berlin - 2009 Teilnahme am DEL All-Star Game - 2009 Deutscher Meister mit den Eisbären Berlin - 2010 European-Trophy-Gewinn mit den Eisbären Berlin - 2011 Deutscher Meister mit den Eisbären Berlin - 2012 Deutscher Meister mit den Eisbären Berlin |

### International
- 2006 Aufstieg in die Top-Division bei der Weltmeisterschaft der Division I

### Ehrungen
- 2012 Verdienstorden des Landes Berlin[12]
- 2015 Aufnahme in die Eishockey-Hall of Fame Deutschland

## Karrierestatistik

### International
Vertrat Deutschland bei:
| - U18-Junioren-Europameisterschaft 1991 - U18-Junioren-Europameisterschaft 1992 - U20-Junioren-Weltmeisterschaft 1993 - U20-Junioren-Weltmeisterschaft 1994 - Weltmeisterschaft 1998 - B-Weltmeisterschaft 1999 - Qualifikationsturnier für die Olympischen Winterspiele 2002 - Weltmeisterschaft 2001 - Weltmeisterschaft 2003 | - Weltmeisterschaft 2005 - Olympischen Winterspielen 2006 - Weltmeisterschaft der Division I 2006 - Weltmeisterschaft 2007 - Weltmeisterschaft 2008 - Qualifikationsturnier für die Olympischen Winterspiele 2010 - Weltmeisterschaft 2009 - Olympischen Winterspielen 2010 - Weltmeisterschaft 2010 |

(Legende zur Spielerstatistik: Sp oder GP = absolvierte Spiele; T oder G = erzielte Tore; V oder A = erzielte Assists; Pkt oder Pts = erzielte Scorerpunkte; SM oder PIM = erhaltene Strafminuten; +/− = Plus/Minus-Bilanz; PP = erzielte Überzahltore; SH = erzielte Unterzahltore; GW = erzielte Siegtore; 1 Play-downs/Relegation; Kursiv: Statistik nicht vollständig)